# Ащиагар
Ащиагар — река в Мангистауской области Казахстана. Находится 40 км на востоке от города Актау.
Длина реки составляет 150 км, площадь бассейна около 15 000 км². Исток Ащиагара находится на южных склонах Каратау протекает по западной части впадины Карагие и теряется в соре Батыр. Ширина русла 10-50 м, высота берегов 1-4 м.
Вода пресная. Питание реки преимущественно снеговое. Средний годовой расход воды у устья около 5 м³/с. В апреле наблюдается половодье с повышением уровня на 4-5 м относительно обычного. Замерзает в середине декабря (толщина льда к концу зимы достигает 0,5 м), вскрывается в начале марта.